# Abu Khashab
Abu Khashab (tiếng Ả Rập: أبو خشب) là một thị trấn của Syria nằm ở quận Deir ez-Zor, Deir ez-Zor. Theo Cục Thống kê Trung ương Syria (CBS), Abu Khashab có dân số 9.046 trong cuộc điều tra dân số năm 2004.